# Auberon Waugh

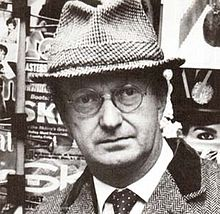
Auberon Waugh

Auberon Alexander „Bron“ Waugh (* 17. November 1939 in Pixton House, Dulverton, England; † 16. Januar 2001 in Combe Florey bei Taunton, England) war ein britischer Schriftsteller und Journalist. Der Sohn von Evelyn Waugh machte sich vor allem als bissiger Kolumnist einen Namen.

## Leben
Auberon Waugh wurde als zweitältestes Kind und ältester Sohn des Schriftstellers Evelyn Waugh und dessen zweiter Frau Laura Herbert geboren. Sein Vater trat mit Ausbruch des Zweiten Weltkriegs in den Militärdienst ein und war daher von der Familie getrennt. Auch sonst pflegte er ein distanziertes Verhältnis zu seinen Kindern, die er nach eigener Aussage „einmal täglich für 10, wie ich hoffe, ehrfurchtgebietende Minuten“ sah.
Die Familie lebte zunächst in Piers Court in Stinchcombe, Gloucestershire, ehe sie 1956 auf das Anwesen Combe Florey in der Grafschaft Somerset übersiedelte. Auberon besuchte das katholische Downside Internat in der Nähe von Bath und erhielt ein Stipendium für das Christ Church College der Universität Oxford.
Vor seinem Studienantritt leistete er mit 18 Jahren trar er als Offizier der Royal Horse Guards in die British Army ein. Auf Zypern kam es zu einem schweren Unfall; als Auberon das blockierte Maschinengewehr seines Panzerwagens rüttelte, löste sich eine Salve, und vier Kugeln durchschlugen seinen Oberkörper. Er überlebte, verlor aber einen Lungenflügel, einen Finger und litt den Rest seines Lebens immer wieder Schmerzen in Folge.
Während er sich in Italien von den Schusswunden und der Operation erholte, schrieb er den humoristischen Roman The Foxglove Saga, in dem er auch Erlebnisse aus seiner Internatszeit einarbeitete. Das Buch erschien 1960 und kam bei Kritikern und Käufern gut an. Sein Studium gab er indes nach dem Scheitern an einigen Vorprüfungen auf.
1961 heiratete er Teresa Onslow, die ebenfalls Schriftstellerin war. Die beiden hatten zwei Söhne und zwei Töchter. Sein Sohn Alexander (1963–2024) trat in seine Fußstapfen. Nach einigen Jahren in London zog die Familie nach dem Tod von Evelyn Waugh in das Familienanwesen Combe Florey.
Auberon versuchte vergebens, beim britischen Geheimdienst aufgenommen zu werden und begann stattdessen, für verschiedene Londoner Blätter zu schreiben, den Daily Telegraph, später für den Daily Mirror, den Spectator und Private Eye. Auch für den Evening Standard, The Times und den Independent verfasste er Kolumnen, Rezensionen und Weinempfehlungen. Auberon Waugh galt als konservativer Freigeist, der seine oft exzentrischen Standpunkte sehr pointiert darstellen konnte. In seinen Artikeln übte er mit spitzer Feder persönliche Angriffe gegen Personen, die ihm missfielen; mit etlichen Kollegen pflegte er lange Feindschaften.
Er veröffentlichte mehrere Bücher (Paths of Dalliance (1963), Where are the Violets now? (1966), Consider the Lilies (1968) und A Bed of Flowers (1973)), die aber alle nicht an den Erfolg seines Debüts anknüpfen konnten. Da er als Literat nie aus dem großen Schatten seines Vaters treten konnte, gab er die Belletristik ganz auf.
Auberon Waugh schied 1984 im Rang eines Captain aus dem Armeedienst aus.
Er engagierte sich für die Sache der nigerianischen Provinz Biafra, war anfänglich ein Unterstützer von Margaret Thatcher, deren Politik er aber insbesondere nach dem Falklandkrieg aufs Schärfste kritisierte.
Er starb im Alter von 61 Jahren.

## Rezeption
Peter Gabriel spielt in seinem Text des Liedes Games Without Frontiers von 1980 „Adolf builds a bonfire/Enrico plays with it“ (=„Adolf baut ein Lagerfeuer/Enrico spielt damit“) auf Zeilen aus Evelyn Waughs Tagebuch zum V-J Day „Randolph built a bonfire and Auberon fell into it“ (=„Randolph baute ein Lagerfeuer und Auberon fiel hinein.“) an.